# Tieli
Tieli (铁力 ; pinyin : Tiělì) est une ville de la province du Heilongjiang en Chine. C'est une ville-district placée sous la juridiction de la ville-préfecture de Yichun.

## Démographie
La population du district était de 390 930 habitants en 1999.